# Nykvarns kraftstation
Nykvarns kraftstation är ett vattenkraftverk i Motala ström, två kilometer ovanför Roxen, nedanför Ljungsbro, i Linköpings kommun.
Nykvarns kraftverk byggdes 1903-04 och har en fallhöjd på 4 meter. I samband med utbyggandet av Malfors kraftverk 1930 inköptes Nykvarns kraftverk av staten. Kraftverket köptes sedermera av Tekniska Verken i Linköping som återupptog elkraftsproduktionen år 2008 efter 18 års uppehåll.